# Rasswiet (rejon oktiabrski)
Rasswiet (biał. Рассвет; ros. Рассвет, Rasswiet; hist.: pol. Kaczaj-Błoto, Słobódka Kaczajska; biał. Кача́й-Бало́та, Kaczaj-Bałota; ros. Качай-Болото, Kaczaj-Bołoto) – agromiasteczko na Białorusi, w obwodzie homelskim, w rejonie oktiabrskim, w sielsowiecie Pratasy, którego władz jest siedzibą.

## Historia
W XIX i w początkach XX w. wieś i folwark położone w Rosji, w guberni mińskiej, w powiecie bobrujskim, w gminie Czernin. Niegdyś była to królewszczyzna, później w rękach prywatnych. Ok. 1880 należała do Bucharyna, w 1902 do Stepeńki..
Po I wojnie światowej pod administracją polską, w Zarządzie Cywilnym Ziem Wschodnich, w okręgu mińskim, w powiecie bobrujskim. W wyniku postanowień traktatu ryskiego znalazło się w granicach Związku Sowieckiego. W okresie międzywojennym oznaczone jako chutory. Od 1991 w niepodległej Białorusi.